# Station Pont-de-Buis
Station Pont-de-Buis is een spoorweghalte in de Franse gemeente Pont-de-Buis-lès-Quimerch. Zij wordt bediend door treinen van het netwerk TER Bretagne op het traject Brest - Quimper.